# Ignazio Signorini
Ignazio Signorini, Ordensname: Ignazio da Rovereto (* 2. April 1801 in Rovereto; † 21. April 1847 in Rom) war ein italienischer Kapuziner und päpstlicher Hausprediger.

## Leben
Ignazio Signorini wurde am 2. April 1801 in Rovereto geboren und auf den Namen Antonio getauft. Nach seinem Studium am Benediktinergymnasium Meran begann er sein Noviziat bei den Kapuzinern in Ala.
Am 27. Juli 1823 wurde er von Bischof Gabrio Maria Nava von Brescia zum Priester geweiht und war dann Dozent für Kirchengeschichte und Kirchenrecht. Er war Provinzialminister der Provinz Trient, Visitator und Generalkommissar der von ihm zur autonomen Provinz zusammengefassten Klöster im Tessin und ein sehr aktiver und angesehener Prediger, außerdem Generalprokurator seines Ordens in Rom.
Papst Gregor XVI. ernannte ihn (vor dem 20. November 1845) zum Apostolischen Prediger (Predicatore dei Sacri Palazzi, d. h. Prediger des Päpstlichen Hauses), eine Position, die er – darin bestätigt von Pius IX. – bis zu seinem Tod am 21. April 1847 innehatte.
1846 wurde er Mitglied der Accademia Roveretana degli Agiati, am 24. Januar 1846 Konsultor der Ritenkongregation.